# Mlarak (plaats)
Mlarak is een bestuurslaag in het regentschap Ponorogo van de provincie Oost-Java, Indonesië. Mlarak telt 2551 inwoners (volkstelling 2010).